# ایزو ۱۳۴۸۵
مراقب توف جعلی اینترنشنال باشید که یک سایت جعلی با هوییز ایران مورد شکایت اتحادیه توف های ایران است بازار یاب خانم پهلوان و مدیر دکتر رحمتی و شکایت های زیادی دارند
صحت این مطلب از شرکت ارزیابان کیفیت ایرانیان توف نورد سابق سوال کنید
توف ویسن
توف بورد
توف ورلد
توف گروپ
توف بریتا
و هرشرکت توف که هوییز سایت آن ایرانی باشد جعل یاست
معمولا هاست ای که این سایتهای جعلی روی آن قراردارد رایا نگار است
ایزو ۱۳۴۸۵ یک استاندارد از سازمان بین‌المللی استانداردسازی است که در سال ۲۰۰۳ میلادی منتشر شده‌است و در سال ۲۰۱۶ مورد بازبینی قرار گرفت که نشان دهنده الزامات مورد نیاز برای سیستم مدیریت کیفیت برای تجهیزات پزشکی می‌باشد.
ISO 13485: 2016 بر اساس رویکرد مدل فرایند ISO 9001 ساخته شده‌است و یکی از استاندارد سیستم‌های مدیریتی است که به‌طور خاص برای ساخت دستگاه‌های پزشکی تنظیم شده‌است. هدف اصلی آن تسهیل الزامات نظارتی سازگار با تجهیزات پزشکی است.
این استاندارد به سازمان‌ها امکان می‌دهد ضمن ایجاد محیط کار اقتصادی با صرفه، خطرات قانونی و ایمنی را نیز کاهش دهند. به عنوان یک استاندارد بین‌المللی کیفیت و ایمنی برای تولید دستگاه‌های پزشکی، داشتن گواهینامه ISO 13485 به سازمان‌ها کمک می‌کند تا به عنوان ارائه دهندگان معتبر شناخته شوند. آخرین نسخه ISO 13485 هر پنج سال یک بار بررسی می‌شود و با توجه به نیازهای جامعه و نیازهای جدید صنعت اصلاح می‌شود.
ISO 13485 موارد زیر را برای شما به ارمغان می‌آورد:
- کنترل کیفیت؛
- مدیریت ریسک؛
- الزامات قانونی؛
- قابلیت ردیابی و فراخوان محصول؛
- بهبود فرایند ها؛
- بهبود محصول؛
- بهره‌وری عملیاتی.

#### مزایای صدور گواهینامه :ISO 13485
- رضایت مشتری:

این استاندارد کمک می‌کند تا محصولی را ارائه دهید که به‌طور مداوم نیازهای مشتری را برآورده می‌کند و خدماتی قابل اعتماد را به مشریان خود ارائه دهید.
- کاهش هزینه‌های عملیاتی:

بهبود مستمر فرایندها و بهره‌وری عملیاتی حاصل از آن به معنای صرفه جویی در هزینه‌ها می‌باشد.
- بهبود روابط ذینفعان:

درک سازمان خود را در مقابل کارکنان، مشتریان و تأمین کنندگان بهبود ببخشید.
- الزامات قانونی:

اطمینان پیدا کنید که الزامات قانونی بر سازمان شما و مشتریان آن تأثیر می‌گذارد.
- اثبات اعتبار تجاری:

تأیید مستقل در برابر استاندارد صنعت جهانی که به رسمیت شناخته شده‌است، گویای اثبات اعتبار سازمان شما است.
- امکان برنده شدن تجارت در بخش‌هایی که استاندارد پیاده‌سازی شده‌است.

دریافت گواهینامه به شما در پیروزی در تجارت کمک می‌کند، به ویژه در مواردی برای شرک در مناقصات به عنوان شرط تأمین، به دریافت گواهینامه احتیاج است.
- بهبود مدیریت ریسک:

سازگاری و قابلیت ردیابی بیشتر محصولات و خدمات به معنای آسان‌تر بودن رویه‌ها و رفع مشکلات است.
این استاندارد شامل الزامات خاص برای ساخت، نصب و سرویس تجهیزات پزشکی است و خواستار موارد زیر در اجرای الزامات خود می‌باشد:
- پیاده‌سازی سیستم مدیریت کیفیت به همراه چندین روش پیشرفت؛
- رویکرد مدیریت ریسک برای توسعه و تحقق محصول؛
- اعتبار سنجی فرایندها؛
- انطباق با الزامات قانونی و نظارتی؛
- قابلیت ردیابی محصول به‌طور موثر.

ISO 13485: 2016 بر اساس رویکرد مدل فرایند ISO 9001ساخته شده‌است و یکی از (استانداردهای سیستم‌های مدیریتی) QMS است که به‌طور خاص برای ساخت دستگاه‌های پزشکی تنظیم شده‌است. هدف اصلی آن تسهیل الزامات نظارتی سازگار با تجهیزات پزشکی است.
ضمیمه B استاندارد ISO 13485: 2016 شامل مقایسه ای با ISO 9001 به عنون مرجع است. نکته مهم این است که هیچ‌کدام از آنها برای اجرای QMS که به‌طور خودکار با دیگری سازگار باشد، قابل استفاده نیستند و هر دو نیاز به ممیزی دارند.
به علاوه، اصطلاحات زیادی در ISO 13485وجود دارند که فقط مختص دستگاه‌های پزشکی هستند. همچنین ISO 13485 نقش نماینده کیفیت را در مدیریت عالی حفظ می‌کند، در حالی که در ISO 9001 بسیاری از جهات این مورد حذف شده‌است. جالب توجه است که در ISO 9001 نسبت به نسخه قدیمی خود، نظارت بر عملکرد ارائه دهندگان خارجی بسیار بیشتر است، اما در ISO 13485 این یکی از الزامات همیشگی است و در تمام نسخه‌ها ذکر شده‌است.